# Ursus arctos collaris
L'orso bruno siberiano (Ursus arctos collaris F. G. Cuvier, 1824) è una sottospecie di orso bruno che vive in gran parte della Siberia e in Mongolia settentrionale, nell'estremità settentrionale dello Xinjiang e in quella orientale del Kazakistan.

## Descrizione

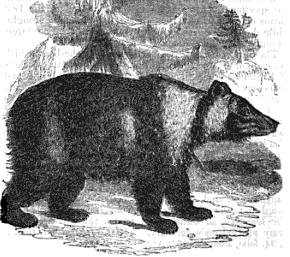

Gli orsi bruni siberiani tendono ad avere dimensioni intermedie tra gli orsi bruni eurasiatici e gli orsi bruni della Kamčatka. Sono più grossi degli orsi bruni eurasiatici, hanno ossa più robuste e cranio più grande, sebbene siano più piccoli degli orsi bruni della Kamčatka. La pelliccia è più folta di quella di ogni altra sottospecie di orso bruno. Il pelame è solitamente bruno scuro con zampe relativamente più scure, sebbene possa variare dal bruno pallido chiaro al bruno scuro. Alcuni esemplari presentano toni giallastri, cannella o neri. Gli artigli, notevolmente incurvati, variano dal bruno al bruno-nerastro e sono lunghi fino ad 85 mm. Le dimensioni, il colore e l'aggressività li rendono simili agli orsi grizzly nordamericani.